# Superstrada S61
La superstrada S61 è una superstrada polacca che attraversa il Paese da nord a sud, da Ostrów Mazowiecka a Budzisko. Fa parte della strada europea E67.